# Tony Trabert
Marion Anthony (Tony) Trabert (Cincinnati, 16 augustus 1930 – Ponte Vedra Beach, 3 februari 2021) was een tennisser uit de Verenigde Staten van Amerika.
In de periode 1951–1955 maakte Trabert deel uit van het Amerikaanse Davis Cup-team – hij behaalde daar een winst/verlies-balans van 27–8.
Trabert won vijf grandslamtitels in het enkelspel, waaronder drie toernooien in 1955. Hij werd tijdens het Australisch tenniskampioenschap 1955 uitgeschakeld in de halve finale door Ken Rosewall.
In 1955 werd Trabert prof – hij won in 1956 en 1959 de Franse professionele kampioenschappen. In 1963 beëindigde hij zijn beroepsloopbaan als tennisser.
In 1970 werd hij opgenomen in de internationale Tennis Hall of Fame.

## Resultaten grandslamtoernooien
| Legenda | Legenda                          |
| ------- | -------------------------------- |
| g.t.    | geen toernooi gehouden           |
| l.c.    | lagere categorie                 |
| –       | niet deelgenomen                 |
| G       | uitgeschakeld in de groepsfase   |
| 1R      | uitgeschakeld in de eerste ronde |
| 2R      | uitgeschakeld in de tweede ronde |
| 3R      | uitgeschakeld in de derde ronde  |
| 4R      | uitgeschakeld in de vierde ronde |
| KF      | uitgeschakeld in de kwartfinale  |
| HF      | uitgeschakeld in de halve finale |
| F       | de finale verloren               |
| W       | het toernooi gewonnen            |
| w-v     | winst/verlies-balans             |

### Enkelspel
| Toernooi        | 1948 | 1949 | 1950 | 1951 | 1952 | 1953 | 1954 | 1955 |
| --------------- | ---- | ---- | ---- | ---- | ---- | ---- | ---- | ---- |
| Australian Open | –    | –    | –    | –    | –    | –    | 2R   | HF   |
| Roland Garros   | –    | –    | 4R   | –    | 4R   | –    | W    | W    |
| Wimbledon       | –    | –    | 4R   | –    | –    | –    | HF   | W    |
| US Open         | 3R   | 2R   | 1R   | KF   | –    | W    | KF   | W    |